# Міс Всесвіт 1953
«Міс Всесвіт 1953» — другий конкурс краси «Міс Всесвіт», що відбувся 17 липня 1953 року в муніципальному залі Лонг-Біч у Лонг-Біч, Каліфорнія, США.
Наприкінці заходу акторка Джулі Адамс коронувала Крістіану Мартель з Франції як «Міс Всесвіт 1953». Це перша перемога Франції в історії конкурсу краси. «Міс Всесвіт 1952» Армі Куусела з Фінляндії не змогла коронувати свою наступницю, оскільки вирішила відмовитися від корони, щоб вийти заміж.
Учасниці з двадцяти шести країн змагалися в цьогорічному конкурсі краси, що є найменшою кількістю учасників на сьогодні у конкурсі краси «Міс Всесвіт» станом на 2023 рік. Ведучим конкурсу був Боб Рассел. Цього року переможниця отримувала Металеву бронзову корону, створену американським майстром по сріблу Алланом Адлером, це була повністю бронзова корона, відома своєю відсутністю стразів та дорогоцінного каміння. Корона використовувалася лише один у раз у цьому році.

## Передісторія

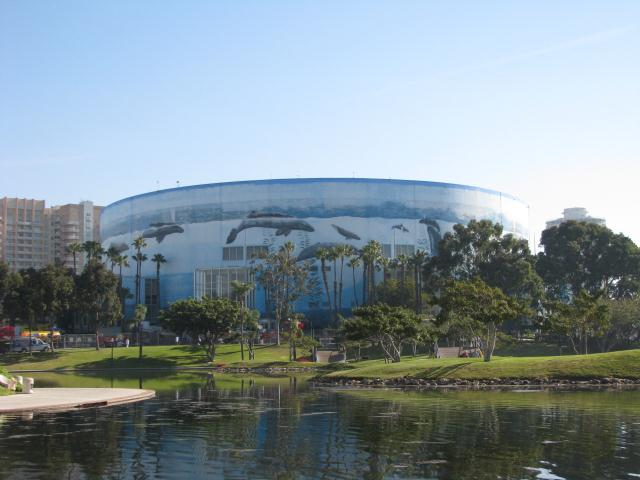
Муніципальна аудиторія Лонг-Біч, місце проведення конкурсу «Міс Всесвіт» 1953 року

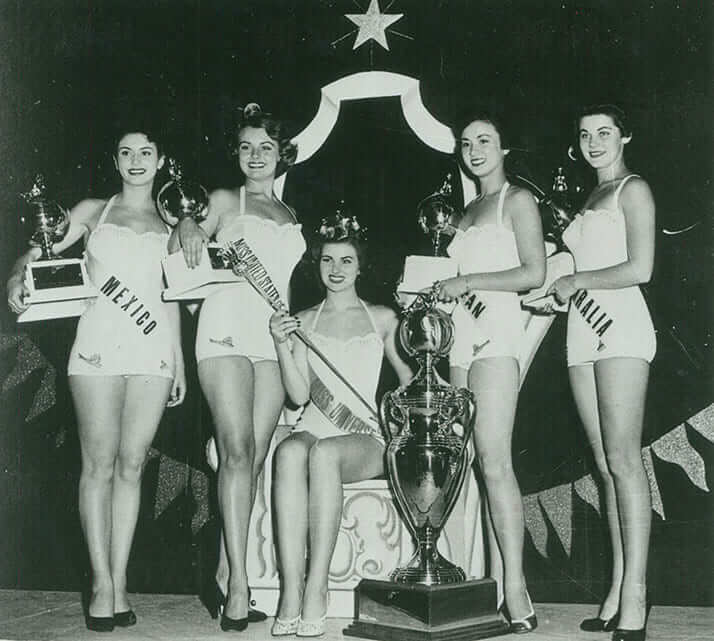
Міс Всесвіт 1953 та всі віцеміс (зліва направо): Ана Берта Лепе, Мірна Хансен, Кінуко Іто та Максін Морган.

### Відбір учасниць
Для участі в конкурсі було відібрано учасниць з двадцяти шести країн і територій. Одного учасника було обрано після проведення іншого національного конкурсу, який мав замінити початкового переможця, позбавленого трону.

#### Заміни
Після того як учасниця конкурсу краси «Міс Франція 1953» Сільвіан Карпентьє вирішила не брати участі в жодному міжнародному конкурсі краси, щоб вийти заміж, було проведено два окремі змагання для визначення кандидаток від Франції на «Міс Всесвіт» та «Міс Світу». Конкурс «Міс Кіно 1953», який мав на меті відправити кандидатку від Франції на «Міс Всесвіт», виграла Крістіан Мартель.

#### Дебюти та відмови від участі
У 1953 році дебютували Австрія та Швейцарія, а Чилі, Куба, Велика Британія, Гонконг, Індія та Ізраїль відмовилися від участі після того, як їхні відповідні організації не змогли провести національний конкурс або призначити учасницю. Сінгапур також мав взяти участь у цьому виданні. Однак конкурс «Міс Сінгапур» було перенесено на наступний рік через брак часу та підготовки.

## Результати

### Розміщення
| Розміщення       | Учасник |
| ---------------- | --- |
| Міс Всесвіт 1953 | - Франція — Крістіана Мартель |
| 1-а віце-міс     | - Сполучені Штати — Мірна Гансен |
| 2-а віце-міс     | - Японія — Кінуко Іто |
| 3-я віце-міс     | - Мексика — Ана Берта Лепе |
| 4-а віце-міс     | - Австралія — Максін Морган |
| Топ-16           | - Австрія — Лоре Фельгер - Канада — Тельма Брюїс - Данія — Ютте Ольсен - Італія — Ріта Стацці - Норвегія — Synnove Gulbrandsen - Панама — Еміта Аросемена - Перу — Мері Енн Сарм'єнто - Південна Африка — Інгрід Міллс - Туреччина — Айтен Акьол - Уругвай — Алісія Ібаньєс - Західна Німеччина — Крістель Шак |

| Нагорода           | Учасниця                         |
| ------------------ | -------------------------------- |
| Міс Фотогенічність | - Сполучені Штати — Мірна Гансен |
| Міс Дружба         | - Луїзіана — Жанна Томпсон       |

## Конкурс

### Формат
У 1952 році з десяти півфіналісток на попередньому відборі, який складався з презентацій учасниць у купальниках та вечірніх сукнях, було обрано шістнадцять. Кожна з шістнадцяти півфіналісток виступила з короткою промовою під час фінальної телетрансляції, говорячи рідною мовою. Після цього шістнадцять півфіналісток знову продемонстрували себе у купальниках та вечірніх сукнях, і зрештою було обрано п'ятьох фіналісток.

### Відбіркова комісія
- Джефф Чандлер — американський актор[12]
- Арлін Дал — американська акторка[12]
- Ронда Флемінг — американська акторка, співачка[12]
- Констанс Мур — американська акторка, співачка[12]
- Бад Вестмор — американський художник-візажист для кіно[12]

## Учасники

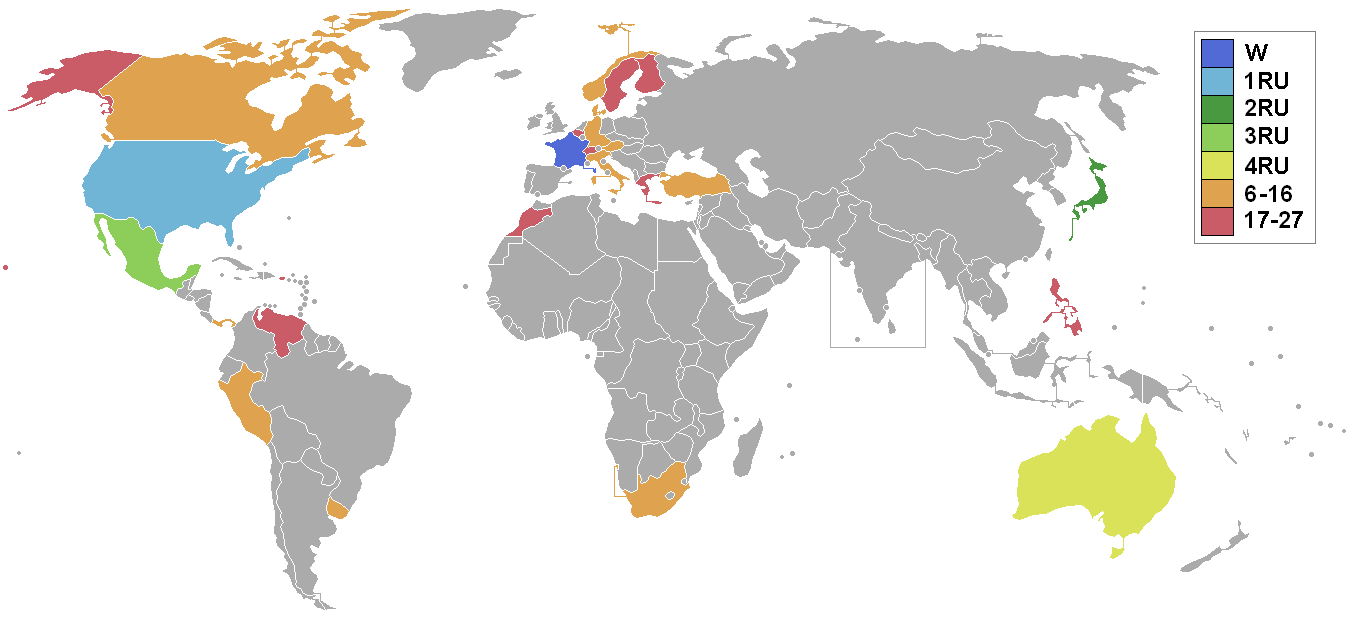
Країни та території-учасниці конкурсу «Міс Всесвіт 1953»

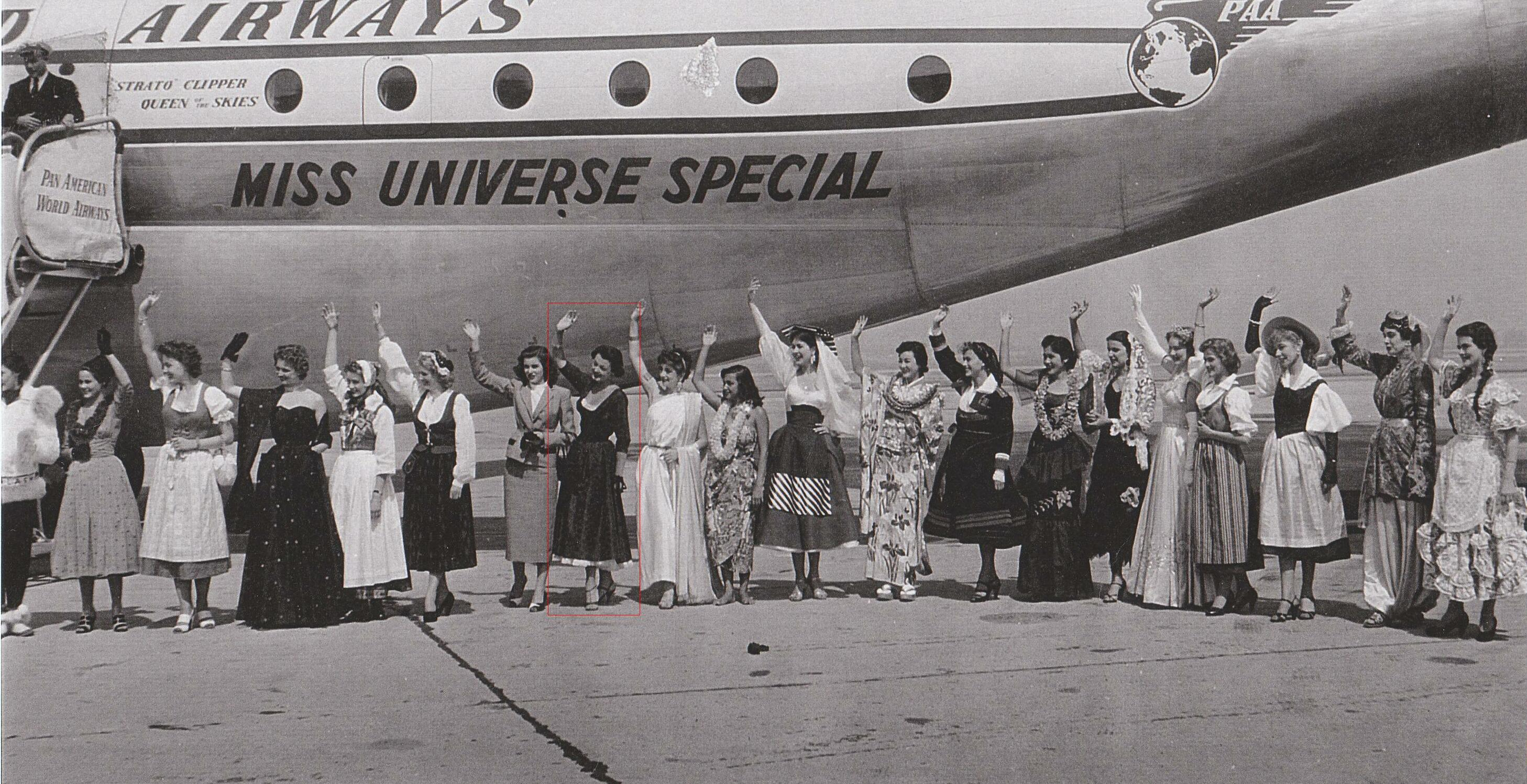
Учасниці конкурсу «Міс Всесвіт 1953» у Лонг-Біч, Каліфорнія

Двадцять шість учасниць змагалися за титул.
| Country/Territory | Contestant          | Age | Hometown   |
| ----------------- | ------------------- | --- | ---------- |
| Аляска            | Мюріель Хагберг     | 18  | Фербанкс   |
| Австралія         | Максін Морган       | 20  | Сідней     |
| Австрія           | Лор Фелгер          | 18  | Відень     |
| Бельгія           | Елейн Кортуа        | 23  | Брюсель    |
| Канада            | Тельма Бруїс        | 21  | Онтаріо    |
| Данія             | Юте Олсен           | 18  | Гіллелеє   |
| Фінляндія         | Тея Сопанен         | 20  | Тампере    |
| Франція           | Крістіана Мартель   | 18  | Париж      |
| Греція            | Дорета Шіроу        | 19  | Афіни      |
| Гаваї             | Ейлін Лові Стоун    | 20  | Гонолулу   |
| Італія            | Ріта Стацці         | 21  | Мілан      |
| Японія            | Кінуко Іто          | 21  | Токіо      |
| Мексика           | Ана Берта Лепе      | 18  | Теколотлан |
| Норвегія          | Синова Гольбрантсен | 23  | Осло       |
| Панама            | Еміта Аросемена     | 22  | Панама     |
| Перу              | Мері Анн Сармьєнто  | 22  | Укаялі     |
| Філліпіни         | Крістіна Пачеко     | 18  | Маніла     |
| Пуерто-Рико       | Ванда Ірізаррі      | 20  | Ріо Пєдрас |
| Південна Африка   | Інгрід Міллс        | 20  | Салізбурі  |
| Швеція            | Улла Сандклоф       | 18  | Гетеборг   |
| Швейцарія         | Даніела Удіне       | 20  | Лозанна    |
| Туреччина         | Айтен Акйол         | 21  | Станбул    |
| США               | Мірна Хенсен        | 18  | Чикаго     |
| Уругвай           | Аліція Ібанес       | 23  | Монтевідео |
| Венесуела         | Джізела Боланьос    | 20  | Карабобо   |
| Західна Німеччина | Крістель Шак        | 18  | Берлін     |